# Daniel Valenzuela (actor)
Daniel Hermes Valenzuela (Posadas, Misiones; 5 de mayo de 1956) es un actor, escritor y guionista argentino de cine y televisión. Es reconocido por sus participaciones en series como Tumberos interpretando a Walter “El Cabezón” y en Los simuladores como Maresca.

## Televisión

### Telenovelas
| Año  | Título                                    | Personaje                         | Notas      |
| ---- | ----------------------------------------- | --------------------------------- | ---------- |
| 2002 | Tumberos                                  | Walter Giménez “El Cabezón”       | América TV |
| 2002 | Los simuladores                           | Hugo Maresca                      | Telefe     |
| 2003 | Disputas                                  | Ferro                             | Telefe     |
| 2005 | 1/2 falta                                 | Padre de Eloisa                   | El Trece   |
| 2005 | Casados Con Hijos                         | Miembro de Gorditos Anónimos      | Telefe     |
| 2005 | Botines                                   | Ep: Autocontrol                   | El Trece   |
| 2005 | Mujeres asesinas                          | Ep: Brujas incautas y falsa mujer | El Trece   |
| 2007 | 9 mm, crímenes a la medida de la historia | Ep: El ministerio                 | -          |
| 2009 | Botineras                                 | “Picadillo”                       | Telefe     |
| 2010 | Lo que el tiempo nos dejó                 | Ep: Un mundo mejor                | Telefe     |
| 2012 | Graduados                                 | Vitto Marlotti                    | Telefe     |
| 2016 | Nafta Súper                               | El Pelado / Lex Luthor.           | Space      |
| 2017 | La fragilidad de los cuerpos              | -                                 | El Trece   |
| 2020 | Puerta 7                                  | Padre de Mario                    | Netflix    |
| 2022 | El hincha                                 | Tony                              | El nueve   |

## Cine
| Cine | Cine                                                     | Cine                     | Cine                                                             |
| Año  | Título                                                   | Personaje                | Dirección                                                        |
| ---- | -------------------------------------------------------- | ------------------------ | ---------------------------------------------------------------- |
| 1998 | Pozo de zorro                                            |                          | Miguel Mirra                                                     |
| 1998 | Mala época                                               | Omar                     | Mariano De Rosa, Rodrigo Moreno, Salvador Roselli y Nicolás Saad |
| 1999 | Mundo grúa                                               | Torres                   | Pablo Trapero                                                    |
| 2000 | Plata quemada                                            | Tabaré                   | Marcelo Piñeyro                                                  |
| 2000 | El camino                                                | Sargento Ferraro         | Javier Olivera                                                   |
| 2001 | La Ciénaga                                               | Rafael                   | Lucrecia Martel                                                  |
| 2001 | Antigua vida mía                                         | Sargento                 | Héctor Olivera                                                   |
| 2001 | Chiquititas, rincón de luz                               |                          | José Luis Massa                                                  |
| 2001 | Naikor (cortometraje)                                    | Peluquero                | Pablo Trapero                                                    |
| 2002 | Un oso rojo                                              | Alfarito                 | Israel Adrián Caetano                                            |
| 2002 | Dibu 3, la gran aventura                                 | Agente de la SIDE        | Raúl Rodríguez Peila                                             |
| 2002 | El juego de la silla                                     |                          | Ana Katz                                                         |
| 2003 | El fondo del mar                                         | Valenzuela               | Damián Szifron                                                   |
| 2003 | Vivir intentando                                         | Camionero presentador    | Tomás Yankelevich                                                |
| 2003 | La puta y la ballena                                     |                          | Luis Puenzo                                                      |
| 2004 | Navidad en el placard                                    | Carlitos, el borracho    | Horacio Almada                                                   |
| 2004 | Buenos Aires 100 kilómetros                              | Horacio                  | Pablo José Meza                                                  |
| 2005 | Nordeste                                                 | Enrique                  | Juan Solanas                                                     |
| 2005 | Tiempo de valientes                                      | Pontrémoli               | Damián Szifron                                                   |
| 2006 | El boquete                                               | Idilio                   | Mariano Mucci                                                    |
| 2006 | Crónica de una fuga                                      | Daniel Scali "El Alemán" | Israel Adrián Caetano                                            |
| 2006 | Sofacama                                                 | Entrenador               | Ulises Rosell                                                    |
| 2007 | La León                                                  | El Turu                  | Santiago Otheguy                                                 |
| 2007 | Un santo para Telmo (cortometraje)                       | Osvaldo                  | Gabriel Stagnaro                                                 |
| 2007 | La metamorfosis                                          | Supervisor               | Claudio Posse                                                    |
| 2008 | El bumbúm                                                | Antonio                  | Fernando Bermúdez                                                |
| 2009 | Francia                                                  | Dr. Gustavo Funes        | Israel Adrián Caetano                                            |
| 2010 | NiNa (mediometraje)                                      | Ortega                   | Sofía Vaccaro                                                    |
| 2010 | Sin retorno                                              | Carmelo                  | Miguel Cohan                                                     |
| 2010 | El derrotado                                             |                          | Javier Torre                                                     |
| 2011 | Industria argentina, la fábrica es para los que trabajan | Rubén                    | Ricardo Díaz Iacoponi                                            |
| 2011 | El abismo... todavía estamos                             | Pulpo                    | Pablo Yotich                                                     |
| 2011 | La cola                                                  |                          | Enrique Liporace y Ezequiel César Inzaghi                        |
| 2011 | Madres de mayo                                           | Pulpo                    | Pablo Yotich                                                     |
| 2011 | El túnel de los huesos                                   | Toro                     | Nacho Garassino                                                  |
| 2011 | Orillas                                                  | Julio                    | Pablo César                                                      |
| 2011 | Hipólito                                                 | Comisario Olmos          | Teodoro Ciampagna                                                |
| 2011 | Desbordar                                                | Monzón                   | Alex Tossenberger                                                |
| 2012 | En carne viva (cortometraje)                             | César                    | Federico Esquerro                                                |
| 2012 | Historias breves 7                                       |                          | Directores varios                                                |
| 2012 | De martes a martes                                       | Supervisor fábrica       | Gustavo Triviño                                                  |
| 2012 | Cuarto de copas                                          | Lolo                     | Pablo Yotich                                                     |
| 2012 | A la deriva                                              | Ramón Antúnez            | Fernando Pacheco                                                 |
| 2013 | Mala                                                     |                          | Israel Adrián Caetano                                            |
| 2015 | Contrasangre                                             |                          | Nacho Garassino                                                  |
| 2017 | La noche más fría                                        |                          | Cristian Tapia Marchiori                                         |
| 2019 | A oscuras                                                |                          | Victoria Chaya Miranda                                           |
| 2020 | Respira                                                  |                          | Gabriel Grieco                                                   |
| 2020 | Agua dos Porcos                                          | Fabro                    | Roly Santos                                                      |